# Rž
Rž [ŕž] (znanstveno ime Secale cereale) je krušno žito iz družine trav, sorodno ječmenu in pšenici. Največji pridelovalki rži sta Evropska unija in Rusija. V Sloveniji, kjer je drugo najpomembnejše krušno žito, najbolje uspeva v severovzhodnem predelu in na višje ležečih površinah na Dolenjskem, Gorenjskem in Koroškem. Najbolje uspeva na peščeni in ilovnati podlagi, odporna pa je proti suši in zmrzali.
Rž se uporablja predvsem za človekovo prehrano, vzhodno od nemško-francoske meje in severno od Madžarske pa je rž celo osnovno krušno žito. Poleg prehrane se uporablja tudi za živalsko krmo in kot industrijsko rastlino, saj iz nje izdelujejo nekatere alkoholne pijače in industrijski špirit. Velik del slame ponekod uporabijo za izdelavo celuloze za papir ali pa s sežiganjem pridobivajo bioetanol in bioplin. Med pšenico je rž sicer pogost plevel, kar zmanjšuje vrednost pridelka.
V primerjavi z drugimi žiti je bolj odporna proti boleznim in škodljivcem. Kljub temu jo lahko prizadene npr. škrlatnordeča glavnica, ki je v preteklosti povzročala epidemije smrtonosne zastrupitve, imenovane ergotizem. V srednjem veku so zaradi nepoznavanja vzroka bolezen pripisovali čarovništvu.

## Opis
Rž je od 100 do 180 centimetrov visoka rastlina, ki ima okroglo in votlo steblo, na vrhu katerega razvije 10 do 15 cm dolg klas, sestavljen iz členkovitega klasnega vretena in na členkih sedečih 30 do 40 dvo- ali tricvetnih klaskov. Posamezen cvet je sestavljen iz pestiča in teh prašnika, ki se oprašujejo s pomočjo vetra.
Korenine so šopaste, iz njih pa običajno požene glavna bil ter štiri do pet manjših stranskih bilk. Listi so dolgi in zašiljeni ter vzporedno ožiljeni z glavno osrednjo žilo. Široki so približni 1 cm in so mladi vijolično-zelene barve, kasneje pa pobledijo in dobijo voščeno prevleko z modrikastosivim poprhom. Jeziček je pri rži kratka in presekana, listna nožnica pa nima ušesc.
Rž cveti od sredine maja do konca junija, cvetenje pa se začne na sredini klasa in se nato širi navzdol in navzgor. Posamezen cvet cveti od štiri do pet dni, iz oplojenih cvetov pa se razvije podolgovato in nagubano ter nekoliko trebušasto zelenkasto do rjavo-sivo zrno, dolžine cca 7,4 in širine 2,5 – 3,5 mm ter debeline od 2,3 – 3 mm, ki ima na trebušni strani globoko brazdo, na vrhu pa kratko bradico. Dozori v drugi polovici julija, na višjih legah pa konec julija in v začetku avgusta. Spomladi začne rž rasti pri temperaturah od 4 do 5 °C, za zorenje pa potrebuje 16 do 22 °C.
Zrno rži je t. i. golec (caryopsis), kar pomeni, da sta pri njej predpleva (palea) in krovna pleva (lemma) manjši od zrna in z njim nista zraščeni, zato zrelo zrnje zlahka pade iz klasa. Krovna pleva je podaljšana v reso, ki je dolga od 3 do 8 cm, in je pri ozimnih sortah praviloma daljša od tiste pri jarih sortah.
S križanjem pšenice in rži so znanstveniki vzgojili novo vrsto žita, ki so jo poimenovali tritikala. Ime nove vrste je sestavljeno iz nekaj črk znanstvenega imena za rod pšenice Triticum in nekaj črk za rod rži Secale. Prvič je pšenico in rž leta 1875 križal škotski botanik Stephen Wilson, vendar pa je ustvaril križanca, ki je imel neplodno zrno. Prvemu je uspelo vzgojiti plodnega križanca med ržjo in pšenico ameriškemu botaniku Albertu S. Carmannu leta 1883. Leta 1905 je tudi slovenski botanik Fran Jesenko ustvaril križanca med pšenico in ržjo, ki je imel plodno zrno. Znanstveniki so naknadno ugotovili, da so najboljši križanci tisti, pri katerih je pšenica oprašena s cvetnim prahom rži. Pri tritikali so kromosomi v razmerju 3:1 oziroma 2:1. Prva uradno predstavljena varieteta tritikale Bokolo je bila predstavljena leta 1968 na Madžarskem. Botaniki so se ukvarjali tudi s križanjem rži in ječmena, vendar jim doslej še ni uspelo razviti križanca, ki bi se obdržal.
Kmetijski strokovnjaki so ugotovili tudi, da mešani posevek pšenice in rži, ki so ga poimenovali soržica, ugodno vpliva na obe vrsti žita. Rž varuje pšenico pred okužbami z glivicami, pšenica pa v posevku zmanjšuje prisotnost okužbe rži s škrlatno glavnico. Pri tem je potrebno paziti, da obe vrsti žita dozorita istočasno.

## Zgodovina
Rž je samonikla v osrednji in vzhodni Turčiji. Prvi arheološki dokazi o udomačeni rži izvirajo iz neolitskih naselbin v Mali Aziji. Kasneje se rž v večjih količinah začne pojavljati v arheoloških ostankih bronaste dobe (med letoma 1800 in 1500 pr. n. št.) v osrednji Evropi. Plinij starejši o rži ni imel dobrega mnenja, saj je zapisal, da je »nevredna hrana, ki je primerna le za preprečevanje lakote« ter da jo je potrebno mešati s piro, »da se omili njen grenki okus, pa še takrat je rž neprijetna za želodec«. Od srednjega veka dalje so rž bolj množično pridelovali v osrednji in vzhodni Evropi. Danes je rž osnovno krušno žito vzhodno od nemško-francoske meje in severno od Madžarske. V južni Evropi so rž gojili na drugorazrednih površinah. 
V Severno Ameriko so rž prinesli evropski (britanski in nizozemski) imigranti, v poznem 19. in začetku 20. stoletja, kmalu za tem pa so v Kanadi začeli vzgajati kultivarje, ki bi ustrezali klimatskim pogojem v tej državi.

## Etimologija

### Slovenščina in slovanski jeziki
Beseda rž [ȓž] je v slovanskih jezikih sorodna. V hrvaščini in srbščini je râž / раж, v ruščini рожь (róžь), makedonščini ’рж / ’ржта, češčini rež, slovaščini raž. Praslovanska beseda *rъžь (rž) je sorodna s staronordijsko rugr, starovisokonemško rocko, nemško Roggen (rž), staroprusko rugis / ruggis, latvijsko rudzis, litvansko rugiaĩ (množina), tračansko brídza v enakem pomenu. Besede izvirajo iz (pra)indoevropske besede *ṷrughio- s pomenom rž.

## Pridelava
| Največje pridelovalke rži — 2011/12 (v tisoč metričnih tonah) | Največje pridelovalke rži — 2011/12 (v tisoč metričnih tonah) |
| ------------------------------------------------------------- | ------------------------------------------------------------- |
| Evropska unija                                                | 6.900                                                         |
| Rusija                                                        | 2.967                                                         |
| Belorusija                                                    | 804                                                           |
| Ukrajina                                                      | 579                                                           |
| Turčija                                                       | 350                                                           |
| Kanada                                                        | 241                                                           |
| ZDA                                                           | 161                                                           |
| Kazahstan                                                     | 28                                                            |
| Skupaj svet                                                   | 12.185                                                        |
| Vir:FAS USDA                                                  |                                                               |

Rž najbolje uspeva na peščeni in ilovnati podlagi, prija pa ji tudi kisla in šotasta prst. Odporna je proti suši, pa tudi proti zmrzali, saj prenese temperature do –35 °C. Kali pri najnižjih temperaturah od vseh krušnih žit, saj se kalitev začne že pri 1 do 2 °C. Transpiracijski koeficient rži je od 320 do 420, kar pomeni, da za kilogram suhe snovi potrebuje od 320 do 420 litrov vode, kar je najmanj med pravimi žiti. Dobro uspeva na območjih s povprečno količino padavin med 600 in 1.000 mm, uspeva pa celo tam, kjer je povprečna letna količina padavin le okoli 400 mm.
Rž se lahko seje kot ozimno ali kot jaro žito, se pravi jeseni in spomladi. Običajno se poseje med 90 in 100 kilogrami semena na hektar, da se doseže vrednost od. 200 do 250 kaljivih semen na kvadratni meter na globino 2 do 3 cm, medvrstna razdalja pa mora znašati med 12,5 in 15 cm. Setev ozimne rži poteka od konca septembra pa do prve polovice oktobra, običajno dva tedna pred pšenico. Vsako leto je priporočljivo sejati novo certificirano seme, saj je rž delno tudi tujeprašnica. Rastlina dobro prenaša mraz, sušo in škodljivce. Ozimna rž se seje do 55° severno, jara pa višje na severu, nekje do 70° severne širine. Ozimna rž praviloma daje večji pridelek, pogosto pa slabo prezimljeno ozimno rž dosejejo z jaro. Ta se seje med 20. februarjem in 20. marcem. Kljub temu, da se večina rži pridela v pasu od 0 do 70º severne geografske širine, pa rž gojijo tudi v Afriki in Aziji ter celo v tropih, vendar tam le na veliki nadmorski višini. Rž uspeva tudi v Himalaji, vse do nadmorske višine 4.300 m.
Dva do tri tedne pred setvijo je treba njivo zorati do srednje globine (cca 25 cm), nato pa jo je priporočljivo pognojiti s 30 do 40 kg N/ha, 70 do 90 kg K2O/ha in 50 do 70 kg P2O5/ha. Posevek je treba spomladi enkrat ali dvakrat dognojiti z dušičnim umetnim gnojilom v skupnem odmerku do 80 kg N/ha. Prva dognojitev se izvede takoj, ko sneg skopni, druga pa v razvojni fazi kolenčenja ali pred klasenjem.
Rž ni občutljiva na izbiro prejšnje poljščine, je pa sama boljša predhodna poljščina od drugih žit. V preteklosti so jo sejali kot varovalni posevek za deteljo. Takrat so jo sejali bolj na redko kot običajno.
Globalni trend pridelave rži se je v zadnjih letih ustalil. Porast pridelave so zabeležili v Rusiji (64,17 %) in v Združenih državah Amerike (26,70 %), zmanjšala pa se je v Evropski uniji (–0,24 %), Ukrajini (–3,85 %), Belorusiji (–6,25 %) Kanadi (–41,18 %) in Avstraliji (–50 %). Največje izvoznice rži so Kanada (150.000 ton), Evropska unija, Rusija, Belorusija (100.000 ton), Ukrajina (25.000 ton) in ZDA (5.000 ton).

### Pridelava v Sloveniji
Rž v Sloveniji najbolje uspeva na peščenih tleh severovzhodne Slovenije ter na višje ležečih kmetijskih površinah Koroške, Gorenjske, Dolenjske in Kočevskega. Rž je bila v Sloveniji najbolj razširjena od sredine 19. do začetka 20. stoletja. V tem času je bilo v Sloveniji z ržjo zasejanih 50.000 hektarov kmetijskih površin. Po letu 1906 so se začele površine zmanjševati in se pred drugo svetovno vojno ustalile pri 35.000 hektarih. Po vojni se je trend zmanjševanja površin še nadaljeval. Leta 1960 je bila skupna površina z ržjo posejanih polj 18.000 hektarov, leta 1980 je bila skupna površina 4.000 hektarov, leta 1996 le še 1.600 hektarov, leta 1999 pa le še 891 hektarov. Kljub zmanjševanju površin se pridelek ni zmanjševal enako hitro, saj je bil povprečni pridelek po vojni okoli 1 t/ha, kasneje pa se je s pojavom novih sort in tehnik kmetovanja dvignil sprva na 2 t/ha, nato pa na več kot 3 t/ha.
Rž je danes v Sloveniji drugo najpomembnejše krušno žito. Leta 2009 so po nekajletnem zmanjševanju površin v Sloveniji z njo posejali 3,3 % več površine kot v predhodnem letu. V letu 2008 je bilo tako z ržjo zasejanih 794 hektarov površin, leta 2009 pa 820 hektarov. Leta 2010 so z ržjo zasejali za 11,2 % manj kmetijskih površin kot leta 2009, kjub temu so pridelali 14,5 % več zrnja.
Rž spada med t. i. strpljive rastline. To so tiste rastline, ki same sebe dobro prenašajo in jih lahko gojimo več let na isti površini. Kljub temu se po Tehnoloških navodilih za integrirano pridelavo poljščin za leto 2011, prava žita v zaporedju rž - oves – ječmen/pšenica ali sama s seboj lahko sejejo le vsako drugo leto.

### Bolezni rži
Rž je bolj odporna na bolezni in škodljivce kot druga žita. Kljub temu pa jo lahko napade škrlatnordeča glavnica (Claviceps purpurea), ržena bilna snet (Urocytis occulta), ržena rja (Puccinia dispersa), rženi listi ožig (Rhynchosporium  secalis) ter redko pšenična pepelovka (Blumeria graminis).
Od žuželk rž napadajo žitne uši ter redkeje žitni strgači.

## Rž v gospodarstvu
| Največje porabnice rži — 2011/12 (v tisoč metričnih tonah) | Največje porabnice rži — 2011/12 (v tisoč metričnih tonah) |
| ---------------------------------------------------------- | ---------------------------------------------------------- |
| Evropska unija                                             | 7.404                                                      |
| Rusija                                                     | 2.850                                                      |
| Belorusija                                                 | 700                                                        |
| Ukrajina                                                   | 625                                                        |
| Turčija                                                    | 350                                                        |
| ZDA                                                        | 318                                                        |
| Kanada                                                     | 102                                                        |
| Japonska                                                   | 55                                                         |
| Argentina                                                  | 45                                                         |
| Kazahstan                                                  | 30                                                         |
| Norveška                                                   | 27                                                         |
| Skupaj svet                                                | 12.597                                                     |
| Vir:FAS USDA                                               |                                                            |

Rž se v prvi vrsti uporablja za človekovo prehrano, poleg tega pa tudi za živalsko krmo in kot industrijsko rastlino. Iz rži pridobivajo alkoholne pijače (viski, vodka, pivo), pa tudi industrijski špirit. V preteklosti se je ržena slama zaradi dolgih bilk veliko uporabljala za prekrivanje streh ter kot polnilo za ležišča. Za slamokrovstvo je najboljša ržena slama s čim tanjšimi in dolgimi stebli. Običajno je slama primerno zrela še preden rž do konca dozori. Takrat se ročno požanje in poveže v snope za sušenje. Ko se posuši, se omlati in počeše na lesenem »glavniku«, da se očisti plevela in zlomljenih stebelc. Tako pripravljena slama se skladišči do uporabe. Pred pokrivanjem strehe mora biti ostrešje polatano na 25 cm. Na starejših strehah, kjer je slama obrnjena tako, da gledajo klasi na prosto pa so razmiki med latami od 35 do 38 cm. Slamo na ostrešje privezujejo z beko ali z žico. Na stranskih zaključkih strehe pritrdijo deske ali spletejo kite na več načinov.
Rž vpliva na gospodarstvo tudi negativno, saj je pogost plevel med pšenico, zaradi česar se zmanjuje vrednost pridelka.
Rž se uporablja tudi za krmo živine. V tem primeru lahko živino krmijo z zrnjem ali otrobi, pogosto pa se ji polaga tudi sveža zel ali silaža iz rži. Pogosto za zeleno krmo živine sejejo rž v kombinaciji z grahom, grašico, grahorjem, volčjim bobom ali ozimno ogrščico. Posevek se lahko seje na zorano njivo ali na strnišče. Slama rži je za živino neprimerna hrana, saj je preveč groba. Študije so pokazale, da krmljenje prašičev, še posebej brejih samic in perutnine z ržjo ni tako primerno kot krmljenje z drugimi žiti, krmljenje zajcev z ržjo pa je priporočljivo. Krmljenje mladih živali z ržjo se odsvetuje, saj lahko vodi v težave s prebavo. Prav tako se odsvetuje krmljenje molznih živali z zeleno ržjo, saj le-ta vpliva na okus mleka.
Slama se danes uporablja predvsem za nastiljanje živini, pa tudi kot podlaga pri gojenju nekaterih vrst gob. Velik del slame ponekod uporabijo za izdelavo celuloze za papir ali pa s sežiganjem iz nje pridobivajo bioplin in bioetanol. Pridobivanje bioetanola iz rži je sicer po nekaterih podatkih najmanj prijazno okolju.

### Rž v prehrani
| Minerali v rži | Minerali v rži | Minerali v rži |
| -------------- | -------------- | -------------- |
| kalcij         | 33 mg          |                |
| železo         | 2,67 mg        |                |
| mangan         | 121 mg         |                |
| fosfor         | 374 mg         |                |
| kalij          | 264 mg         |                |
| natrij         | 6 mg           |                |
| cink           | 3,73 mg        |                |
| baker          | 0,450 mg       |                |
| magnezij       | 2,680 mg       |                |
| selen          | 0,035 mg       |                |

Danes je rž osnovno krušno žito vzhodno od nemško-francoske meje in severno od Madžarske. Poleg tega je praženo seme dober kavni nadomestek. Po kemični sestavi je rž podobna pšenici, je pa siromašnejša z lepkom (beljakovini gliadin in gluten), zaradi česar se iz ržene moke ne da zamesiti tako dobrega kruha kot iz pšenične. Običajno se zato za peko ne uporablja čista ržena moka, temveč mešanica ržene in pšenične moke. Takšen kruh ima še eno prednost, ostane namreč dalj časa svež kot kruh iz same pšenične moke. Čisto rženo moko uporabljajo Nemci za peko posebnega črnega zbitega kruha, ki ga imenujejo pumpernickel. Rženi kruh vsebuje veliko vlaknin in malo maščob. Ima tudi nizek glikemični indeks, zaradi česar je primeren za bolnike z diabetesom. Poleg moke se za hrano pripravlja tudi ržena kaša, kosmiči in rženi kalčki.
Zrno rži vsebuje v povprečju:
- 80,5 do 84,4 % ogljikovih hidratov,
- 11,8 do 14,6 % beljakovin,
- 1,9 do 3 % maščob,
- 2,2 % vlaknin
- 1,8 do 2 % pepela

Poleg tega vsebuje tudi vitamine A, E, B5, B6 in K, niacin, tiamin in riboflavin ter folno kislino.
Beljakovine, ki jih vsebuje rž, so deloma vodotopni abumini, v večjem delu pa rž vsebuje globuline, ki se topijo v slani raztopini. Nekaj malega je tudi figrinov, ki so topni v alkoholu. Beljakovine rži so težje prebavljive kakor pšenične.
Zrnje sme v Sloveniji vsebovati 14 % vlage, vsebnost primesi se mora gibati med 5 (standardna kakovost) in 8 % (minimalna kakovost), hektolitrska masa pa mora biti med 68 (minimalna kakovost) in 72 kg/100 l (standardna kakovost). Po teh kriterijih se oblikuje odkupna cena rži v Sloveniji. Če so vrednosti višje, je cena višja, kadar pa so nižje, je temu primerno nižja tudi odkupna cena rži. Za razliko od pšenice pri rži ni predpisane vrednosti vsebnosti beljakovin v zrnju. Merilo kakovosti zrnja je tudi t. i. število padanja, ki mora biti za standardno kakovost 200, za minimalno kakovost pa 185. Število padanja je kazalnik vsebnosti encimov, ki razgrajujejo škrob, od katerih so najbolj pomembne alfa-amilaze. Velike vrednosti alfa-amilaz so lahko posledica kalitve zrna zaradi prevelike vsebnosti vode v obdobju dozorevanja rži, prepozne žetve, prevelike vsebnosti mokrega zrnja pri skladiščenju ali pa so posledica dedne zasnove rastline. Preskus števila padanja izvajajo tako, da zrnje zmeljejo in ga zmešajo z vodo. Število padanja se nato meri v sekundah, ki jih potrebuje posebno mešalo, da se potopi v to suspenzijo.

### Zdravstveni vidik
Značilna in v preteklosti dokaj pogosta bolezen rži je glivična okužba s škrlatnordečo glavnico (Claviceps purpurea; tudi »rženi rožiček«), ki je za človeka in živali izjemno strupena. Uživanje moke, med katero je pomešana, privede do kopičenja strupenega alkaloida ergotamina. Posledica je bolezensko stanje, imenovano ergotizem, ki se kaže s slabostjo, bolečinami, vrtoglavico, nekrozo tkiv, halucinacijami in lahko povzroči tudi smrt. V srednjem veku, ko še niso poznali vzroka bolezni, so ljudi z ergotizmom pogosto preganjali kot čarovnike. V tistem času so bile s škrlatnordečo glavnico pogosto okužene velike površine, posledica česar so bili obsežni izbruhi bolezni, zato je bilo razširjeno mnenje, da je nalezljiva. Med najbolj znanimi pregoni obolelih za ergotizmom so Salemski čarovniški procesi, ki so jih leta 1692 izvajali v ameriški zvezni državi Massachusetts.
Vzrok za bolezen so odkrili v 17. stoletju, poimenovali pa so jo žitna božjast. Leta 1918 so analizirali učinkovine škrlatnordeče glavnice in v njej odkrili alkaloida ergotamin ter ergobazin. Pozneje so ponekod polja rži celo načrtno okuževali z glivo, da so iz nje pridobivali omenjena alkaloida, ki so ju uporabljali kot učinkovino v zdravilih za zniževanje krvnega tlaka. Poleg tega se iz rženega rožička sintetizira tudi psihotropna snov LSD.